# Oplonaeschna magna
Oplonaeschna magna là loài chuồn chuồn trong họ Aeshnidae. Loài này được González & Novelo miêu tả khoa học đầu tiên năm 1998.